# Lill-Gråssjön
Lill-Gråssjön är en sjö i Östersunds kommun i Jämtland och ingår i Ljungans huvudavrinningsområde.